# 纳瓦鲁工程师镇
纳瓦鲁工程师镇是巴西米纳斯吉拉斯州的一个市镇。总面积631.974平方公里，总人口7079人，人口密度11.2人/平方公里。